# Campionat de França de rugbi Pro D2 2010-2011
El Campionat de França de rugbi Pro D2 2010-2011 on el campió de la temporada passada fou el SU Agen que està jugant al Top-14 aquelle any, s'inicià el 27 d'agost del 2010.

## Resultats
| Clubs                    | PARC    | SCA     | FCAA    | SA      | USBB    | USCXV   | USCR    | USDR    | FCG     | LOU     | SM      | RCNM    | USO     | SP      | CASE    | TPR     |
| ------------------------ | ------- | ------- | ------- | ------- | ------- | ------- | ------- | ------- | ------- | ------- | ------- | ------- | ------- | ------- | ------- | ------- |
| Pays d'Aix RC            |         | 24 - 25 | 9 - 9   | 31 - 12 | 17 - 19 | 24 - 17 | 29 - 3  | 28 - 13 | 21 - 26 | 16 - 34 | 30 - 15 | 18 - 11 | 20 - 6  | 26 - 19 | 9 - 3   | 23 - 0  |
| SC Albi                  | 23 - 6  |         | 21 - 22 | 26 - 16 | 27 - 8  | 31 - 5  | 34 - 15 | 21 - 24 | 16 - 16 | 20 - 15 | 22 - 17 | 34 - 8  | 21 - 10 | 26 - 29 | 45 - 19 | 45 - 18 |
| FC Auscitain Armagnac    | 29 - 12 | 32 - 32 |         | 18 - 16 | 29 - 27 | 25 - 26 | 37 - 7  | 19 - 17 | 22 - 19 | 25 - 18 | 24 - 15 | 12 - 6  | 18 - 15 | 27 - 18 | 34 - 19 | 15 - 12 |
| Stade aurillacois        | 36 - 9  | 6 - 6   | 15 - 6  |         | 25 - 16 | 41 - 21 | 37 - 24 | 36 - 13 | 15 - 16 | 22 - 9  | 21 - 28 | 18 - 23 | 30 - 25 | 28 - 16 | 21 - 18 | 35 - 21 |
| US Bordeaux Bègles       | 18 - 23 | 47 - 9  | 28 - 23 | 22 - 15 |         | 40 - 23 | 15 - 20 | 36 - 17 | 25 - 22 | 18 - 12 | 20 - 13 | 41 - 17 | 35 - 7  | 18 - 14 | 27 - 3  | 50 - 23 |
| U S Carcassonnaise       | 26 - 12 | 15 - 22 | 10 - 16 | 30 - 6  | 19 - 14 |         | 32 - 9  | 23 - 19 | 18 - 22 | 19 - 21 | 16 - 12 | 39 - 5  | 12 - 12 | 16 - 22 | 50 - 14 | 13 - 12 |
| US Colomiers             | 12 - 18 | 19 - 20 | 12 - 6  | 6 - 19  | 15 - 19 | 35 - 15 |         | 12 - 9  | 22 - 22 | 22 - 19 | 16 - 12 | 19 - 24 | 20 - 13 | 33 - 19 | 23 - 23 | 13 - 12 |
| US Dax Rugby             | 14 - 30 | 13 - 28 | 18 - 11 | 24 - 15 | 24 - 26 | 21 - 21 | 31 - 16 |         | 13 - 23 | 29 - 36 | 12 - 19 | 60 - 17 | 26 - 14 | 9 - 12  | 37 - 11 | 26 - 7  |
| FC Grenoble              | 67 - 18 | 18 - 12 | 37 - 6  | 13 - 10 | 16 - 16 | 31 - 18 | 36 - 6  | 31 - 24 |         | 12 - 12 | 9 - 12  | 34 - 15 | 19 - 16 | 21 - 13 | 43 - 6  | 37 - 10 |
| Lyon OL U                | 22 - 9  | 25 - 12 | 27 - 8  | 33 - 8  | 21 - 13 | 15 - 12 | 25 - 18 | 28 - 13 | 39 - 20 |         | 25 - 18 | 45 - 12 | 18 - 19 | 19 - 9  | 37 - 0  | 39 - 13 |
| Stade montois            | 22 - 6  | 22 - 10 | 35 - 11 | 17 - 6  | 23 - 13 | 17 - 13 | 19 - 6  | 24 - 13 | 30 - 19 | 15 - 22 |         | 34 - 6  | 48 - 24 | 28 - 0  | 60 - 10 | 17 - 26 |
| RC Narbonne Méditerranée | 50 - 22 | 6 - 3   | 34 - 28 | 23 - 26 | 27 - 28 | 36 - 29 | 23 - 17 | 12 - 18 | 25 - 19 | 32 - 27 | 24 - 13 |         | 25 - 24 | 22 - 24 | 15 - 24 | 34 - 29 |
| US Oyonnax               | 39 - 32 | 14 - 15 | 15 - 12 | 20 - 25 | 26 - 9  | 33 - 9  | 12 - 12 | 18 - 12 | 19 - 26 | 9 - 9   | 15 - 9  | 28 - 10 |         | 17 - 13 | 30 - 10 | 14 - 0  |
| Section Paloise          | 28 - 26 | 18 - 22 | 22 - 16 | 28 - 13 | 25 - 15 | 19 - 32 | 60 - 12 | 40 - 20 | 6 - 22  | 3 - 15  | 16 - 22 | 17 - 12 | 20 - 19 |         | 48 - 25 | 24 - 27 |
| CA ST Étienne LSR        | 22 - 29 | 13 - 16 | 9 - 10  | 15 - 19 | 16 - 48 | 7 - 23  | 18 - 24 | 10 - 16 | 15 - 42 | 14 - 23 | 10 - 31 | 12 - 14 | 7 - 47  | 19 - 26 |         | 38 - 43 |
| Tarbes Pyrénées Rugby    | 20 - 9  | 24 - 30 | 18 - 14 | 28 - 21 | 27 - 16 | 15 - 10 | 20 - 20 | 26 - 6  | 25 - 19 | 8 - 15  | 22 - 18 | 25 - 8  | 15 - 19 | 21 - 22 | 32 - 24 |         |

## Classificació
| Classificació general de la Pro D2 | Classificació general de la Pro D2 | Classificació general de la Pro D2 | Classificació general de la Pro D2 | Classificació general de la Pro D2 | Classificació general de la Pro D2 | Classificació general de la Pro D2 | Classificació general de la Pro D2 | Classificació general de la Pro D2 | Classificació general de la Pro D2 | Classificació general de la Pro D2 |
| Class.                             | Clubs                              | Pts                                | J                                  | G                                  | E                                  | P                                  | B                                  | pf                                 | pc                                 | +-                                 |
| ---------------------------------- | ---------------------------------- | ---------------------------------- | ---------------------------------- | ---------------------------------- | ---------------------------------- | ---------------------------------- | ---------------------------------- | ---------------------------------- | ---------------------------------- | ---------------------------------- |
| 1.                                 | Lyon OL U                          | 101                                | 30                                 | 21                                 | 2                                  | 7                                  | 13                                 | 705                                | 448                                | 257                                |
| 2.                                 | FC Grenoble                        | 99                                 | 30                                 | 19                                 | 4                                  | 7                                  | 15                                 | 767                                | 505                                | 262                                |
| 3.                                 | SC Albi                            | 92                                 | 30                                 | 19                                 | 3                                  | 8                                  | 10                                 | 674                                | 524                                | 150                                |
| 4.                                 | Stade montois                      | 86                                 | 30                                 | 18                                 | 0                                  | 12                                 | 14                                 | 665                                | 467                                | 198                                |
| 5.                                 | US Bordeaux Bègles                 | 84                                 | 30                                 | 18                                 | 1                                  | 11                                 | 10                                 | 727                                | 578                                | 149                                |
| 6.                                 | FC Auscitain Armagnac              | 79                                 | 30                                 | 16                                 | 2                                  | 12                                 | 11                                 | 566                                | 559                                | 7                                  |
| 7.                                 | Stade aurillacois                  | 70                                 | 30                                 | 15                                 | 1                                  | 14                                 | 8                                  | 603                                | 585                                | 18                                 |
| 8.                                 | US Oyonnax                         | 69                                 | 30                                 | 13                                 | 3                                  | 14                                 | 11                                 | 579                                | 537                                | 42                                 |
| 9.                                 | Section Paloise                    | 69                                 | 30                                 | 15                                 | 0                                  | 15                                 | 9                                  | 630                                | 628                                | 2                                  |
| 10.                                | U S Carcassonnaise                 | 66                                 | 30                                 | 12                                 | 2                                  | 16                                 | 14                                 | 612                                | 608                                | 4                                  |
| 11.                                | Pays d'Aix Rugby Club              | 63                                 | 30                                 | 14                                 | 1                                  | 15                                 | 5                                  | 586                                | 650                                | -64                                |
| 12.                                | Tarbes Pyrénées Rugby              | 62                                 | 30                                 | 13                                 | 1                                  | 16                                 | 8                                  | 579                                | 674                                | -95                                |
| 13.                                | RC Narbonne Méditerranée           | 60                                 | 30                                 | 13                                 | 0                                  | 17                                 | 8                                  | 576                                | 767                                | -191                               |
| 14.                                | US Dax Rugby                       | 55                                 | 30                                 | 10                                 | 1                                  | 19                                 | 13                                 | 591                                | 652                                | -61                                |
| 15.                                | US Colomiers                       | 55                                 | 30                                 | 10                                 | 4                                  | 16                                 | 7                                  | 488                                | 678                                | -190                               |
| 16.                                | CA ST Étienne Loire Sud Rugby      | 17                                 | 30                                 | 1                                  | 1                                  | 28                                 | 11                                 | 434                                | 922                                | -488                               |

## Lliguetes d'ascens
| Semifinals  | Semifinals | Semifinals         |
| ----------- | ---------- | ------------------ |
| SC Albi     | 21 – 16    | Stade montois      |
| FC Grenoble | 12 – 19    | US Bordeaux Bègles |

| Final   | Final   | Final              |
| ------- | ------- | ------------------ |
| SC Albi | 14 – 21 | US Bordeaux Bègles |